# Music Bank: The Videos
Music Bank: The Videos – kompilacyjny album składający się z teledysków amerykańskiego zespołu muzycznego Alice in Chains. Ukazał się na rynku 26 października 1999 nakładem wytwórni fonograficznej Columbia. Pierwotnie album w 1999 ukazał się w formacie VHS, lecz w 2001 został wydany również jako DVD. Producentem składanki jest Peter Fletcher.

## Opis albumu i wydanie
Kompilacja Music Bank: The Videos jest zbiorem uporządkowanych chronologicznie wszystkich teledysków grupy powstałych od 1990 do 1999. Wideoklipy przedstawione są w oryginalnych proporcjach obrazu. Cały materiał wyposażony jest we wbudowany dekoder Dolby Digital Stereo. Music Bank: The Videos zawiera również interaktywne menu oraz informacje na temat oficjalnej dyskografii zespołu. Dodatkowo na płycie zamieszczono film dokumentalny King 5 Documentary z 1989, zrealizowany dla potrzeb lokalnej stacji telewizyjnej King TV, który przedstawia rozmowy z muzykami, relacje zza kulis oraz wykonane na żywo utwory „I Can’t Have You Blues”, „Social Parasite” i „Queen of the Rodeo”. Wydawnictwo zawiera także około 10 minut scenek z koncertów i pracy w studiu, zarejestrowanych przez Jerry’ego Cantrella, Kevina Shussa, Todda Shussa i Waltera Gemienharta.
Music Bank: The Videos został opublikowany nakładem Columbia 26 października 1999, w tym samym dniu co retrospekcyjny box set Music Bank. W 2001 kompilacja została wydana w formacie DVD.

## Odbiór

### Krytyczny
| AllMusic       | [ 6 ] |
| „Classic Rock” | [ 2 ] |

Perry Seibert z AllMusic stwierdził, że „jest to świetne DVD dla fanów zespołu, lecz nieco mniejsze zainteresowanie może wzbudzić u przeciętnego konsumenta DVD”. Siân Llewellyn na łamach magazynu „Classic Rock” napisała, że jest to „doskonała retrospekcja doskonałego zespołu”, dodając, że album posiada wiele archiwalnych zdjęć, filmików, przez co można poznać historię grupy z różnych okresów jej działalności. Bill Adams z „Ground Control” zwrócił uwagę na fakt, że „ukazanie zespołu od różnych stron, jest najbardziej wartościowym aspektem tej kolekcji”.

### Komercyjny
23 października 2001 Music Bank: The Videos otrzymał od amerykańskiego zrzeszenia wydawców muzyki Recording Industry Association of America certyfikat złotej płyty, za uzyskanie nakładu sprzedaży powyżej 50 tys. egzemplarzy. W 2002 kompilacja uplasowała się na 11. pozycji zestawienia Top Music Videos, opracowywanego przez tygodnik „Billboard”. W 2015 Music Bank: The Videos zanotował 15. lokatę listy we Włoszech.

## Lista
| Rok  | Tytuł                              | Reżyseria                    |
| ---- | ---------------------------------- | ---------------------------- |
| 1989 | King 5 Documentary (dokument)      | –                            |
| 1990 | „We Die Young” (wersja pierwsza)   | The Art Institute of Seattle |
| 1990 | „We Die Young” (wersja druga)      | Rocky Schenck                |
| 1991 | „Man in the Box”                   | Paul Rachman                 |
| 1991 | „Sea of Sorrow”                    | Martyn Atkins                |
| 1992 | „Would?”                           | Cameron Crowe, Josh Taft     |
| 1992 | „Them Bones”                       | Rocky Schenck                |
| 1992 | „Angry Chair”                      | Matt Mahurin                 |
| 1993 | „Rooster” (wersja nieocenzurowana) | Mark Pellington              |
| 1993 | „What the Hell Have I”             | Rocky Schenck                |
| 1993 | „Down in a Hole”                   | Nigel Dick                   |
| 1994 | „No Excuses”                       | Matt Mahurin                 |
| 1994 | „I Stay Away”                      | Nick Donkin                  |
| 1995 | „Grind”                            | Rocky Schenck                |
| 1996 | „Heaven Beside You”                | Frank W. Ockenfels III       |
| 1996 | „Again”                            | George Vale                  |
| 1996 | „Over Now” (wersja unplugged)      | Joe Perota                   |
| 1999 | „Get Born Again”                   | Paul Fedor                   |

## Personel
Opracowano na podstawie materiału źródłowego:
|  | Alice in Chains - Layne Staley – śpiew, wokal wspierający - Jerry Cantrell – śpiew, gitara rytmiczna, gitara prowadząca, gitara akustyczna, wokal wspierający - Mike Starr – gitara basowa (1–8) - Mike Inez – gitara basowa (9–17) - Sean Kinney – perkusja | Produkcja - Producent muzyczny: Peter Fletcher - Inżynier dźwięku: Elliott Blakey - Miksowanie: Toby Wright - Mastering: Eddy Schreyer, Stephen Marcussen, Steve Hall Oprawa graficzna - Dyrektor artystyczny: Mary Maurer Management - Zarządzanie: Susan Silver |

## Pozycje na listach i certyfikaty
| Lista (2002)                                     | Pozycja |
| ------------------------------------------------ | ------- |
| Billboard Top Music Videos (Stany Zjednoczone)   | 11      |
| Lista (2014)                                     | Pozycja |
| Federazione Industria Musicale Italiana (Włochy) | 15      |

| Państwo                  | Certyfikacja | Sprzedaż |
| ------------------------ | ------------ | -------- |
| Stany Zjednoczone (RIAA) | złota płyta  | 50 000+  |